# گابانلیا
گابانلیا (نام علمی: Gabanellia) نام یک سرده از زیررده غضروفی‌استخوانان است.